# Иоас (царь Иудеи)
Иоа́с (ивр. יְהוֹאָשׁ‎, Иегоаш «Бог моя отрада») — царь Иудейского царства, сын Охозии и Цивьи из Вирсавии, спасённый своей тёткой, женой первосвященника Иодая (Иосавефой), от ярости Гофолии (Аталии), желавшей истребить весь царский род Давида.

## Царствование
Молодой царь следовал советам и указаниям первосвященника Иодая, восстановил Иерусалимский храм в его прежнем благолепии и поставил у ворот Храма ящик для приношений. Также первосвященник Иодай дал ему двух жён (2Пар. 24:1—3).
Со смертью первосвященника попал под влияние распутных князей и во дворце водворилась прежняя «мерзость». Восставший против этих порядков пророк Захария, сын Иодая, был убит на самом дворе Храма. Результатом стало нашествие сирийцев на Иудею и её опустошение.(2Пар. 24:18-24)
После сорокалетнего царствования Иоас был убит своими приближёнными и не удостоился даже погребения в общей царской усыпальнице, где вместо него был погребён первосвященник Иодай (4Цар. гл. 11—13).

## Находка 2001 года
В 2001 году в Иерусалиме была найдена каменная табличка — Табличка Иоаса, рассказывающая о ремонтных работах в Иерусалимском Храме при царе Иоасе. Камень был датирован второй половиной IX века до н. э., но затем объявлен подделкой. В 2012 году суд вынес решение, что факт подделки не был убедительно доказан. Управление древностей Израиля объявило, что хотя надпись была подделана, сама табличка представляет собой археологическую ценность и должна быть передана государству. В 2013 году Верховный суд Израиля вынес решение передать артефакт его владельцу Одеду Голану.